# Paepalanthus subcaulescens
Paepalanthus subcaulescens är en gräsväxtart som beskrevs av Nicholas Edward Brown. Paepalanthus subcaulescens ingår i släktet Paepalanthus och familjen Eriocaulaceae. Inga underarter finns listade i Catalogue of Life.